# Molen van Herten
De Molen van Herten was een watermolen op de Herk die zich bevond aan de Hertenbeemd te Herten.

## Geschiedenis
De molen fungeerde als korenmolen. Het precieze bouwjaar is niet bekend, maar op de Ferrariskaarten (1771-1777) stond deze molen al afgebeeld.
De molen had twee raderen en twee steenkoppels, voor het malen van rogge respectievelijk tarwe. Er was voldoende wateraanvoer.
In 1906 kwam de molen aan de familie Neven, welke er de eigenaar van bleef. In 1920 werd een houtzagerij toegevoegd, en de molen was nu naast korenmolen ook houtzaagmolen. In 1928 ging men de houtzagerij als kistenfabriek inrichten, en werden er bierkratten vervaardigd.
In 1938 stopte men met waterkracht en werd de molen ontmanteld. In 1958 ging men plastic verpakkingen vervaardigen, waardoor uiteindelijk het kunststofverwerkend bedrijf Neven Lemmens Plastics ontstond, dat aan 240 mensen werkgelegenheid ging bieden. Het eigendom bevindt zich nog steeds in handen van de familie Neven.